# Chris Cortez

2022-10-16
Christopher Michael Cortez (* 24. Juli 1988 in Mission Viejo, Kalifornien) ist ein US-amerikanischer Fußballspieler.

## Karriere
Das Fußballspielen erlernte Chris Cortez in den Jugendmannschaften von den California Golden Bears und CD Chivas in den Vereinigten Staaten. Bei CD Chivas, einem Verein, der in der Major League Soccer spielte, unterschrieb er 2011 seinen ersten Profivertrag. 2012 wechselte er nach Mexiko, wo er kurzzeitig in Reynosa für Topos de Reynosa FC spielte. 2013 unterschrieb er einen Vertrag beim Orange County SC. Der Verein aus Irvine spielte in der USL Championship, der Dritten Liga der Vereinigten Staaten und Kanada. In 63 Spielen schoss er 20 Tore. Der Drittligist Phoenix Rising nahm ihn im März 2016 unter Vertrag. Bei dem Club aus Scottsdale stand er 79 Mal auf dem Spielfeld und schoss dabei 29 Tore. Nach Thailand wechselte er im Jahr 2019. Hier unterzeichnete er einen Vertrag beim Chonburi FC. Der Verein aus Chonburi spielte in der höchsten Spielklasse des Landes, der Thai League. Die Hinserie wurde er nach Ayutthaya an den Zweitligaaufsteiger Ayutthaya United FC ausgeliehen. Mitte 2019 kehrte er nach Chonburi zurück, wo er bis zum Ende der Saison nicht zum Einsatz kam. Im August 2019 nahm ihn der dänische Zweitligist FC Helsingør aus Helsingør unter Vertrag. Im Juli 2020 wurde der Vertrag aufgelöst. Der 1. FK Příbram, ein Verein aus der tschechischen Stadt Příbram nahm ihn am 20. August 2020 für eine Saison unter Vertrag. Mit dem Verein spielte er dreimal in der Ersten tschechischen Liga. Im Juli 2021 wurde sein Vertrag nicht verlängert. Nach kurzer Vereinslosigkeit ging er im September 2021 wieder in seine Heimat. Hier nahm ihn der Zweitligist Miami FC unter Vertrag. Für den Verein aus Miami bestritt er fünf Ligaspiele. Im Februar 2022 unterschrieb er im Monterey County einen Vertrag beim Zweitligisten Monterey Bay FC. Bis November 2022 bestritt er für den Verein 14 Ligaspiele.